# Liste der Wappen in Schwabach
Die Liste der Wappen in Schwabach zeigt die Wappen in der bayerischen Stadt Schwabach.

## Schwabach

Stadt Schwabach In Rot auf silbernem Brückenbogen ein blau bedachter silberner Zinnenturm, beseitet rechts von einem goldenen Schild, darin ein rot bewehrter schwarzer Adler, links von einem blauen Schild, darin ein rot bewehrter goldener Löwe zwischen goldenen Schindeln.

- Stadt
Schwabach
In Rot auf silbernem Brückenbogen ein blau bedachter silberner Zinnenturm, beseitet rechts von einem goldenen Schild, darin ein rot bewehrter schwarzer Adler, links von einem blauen Schild, darin ein rot bewehrter goldener Löwe zwischen goldenen Schindeln.

## Ehemalige Gemeinden mit eigenem Wappen

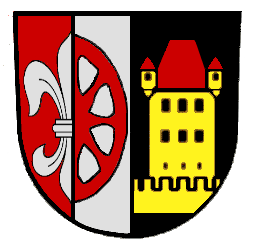
Gemeinde Wolkersdorf